# Dốc Lết

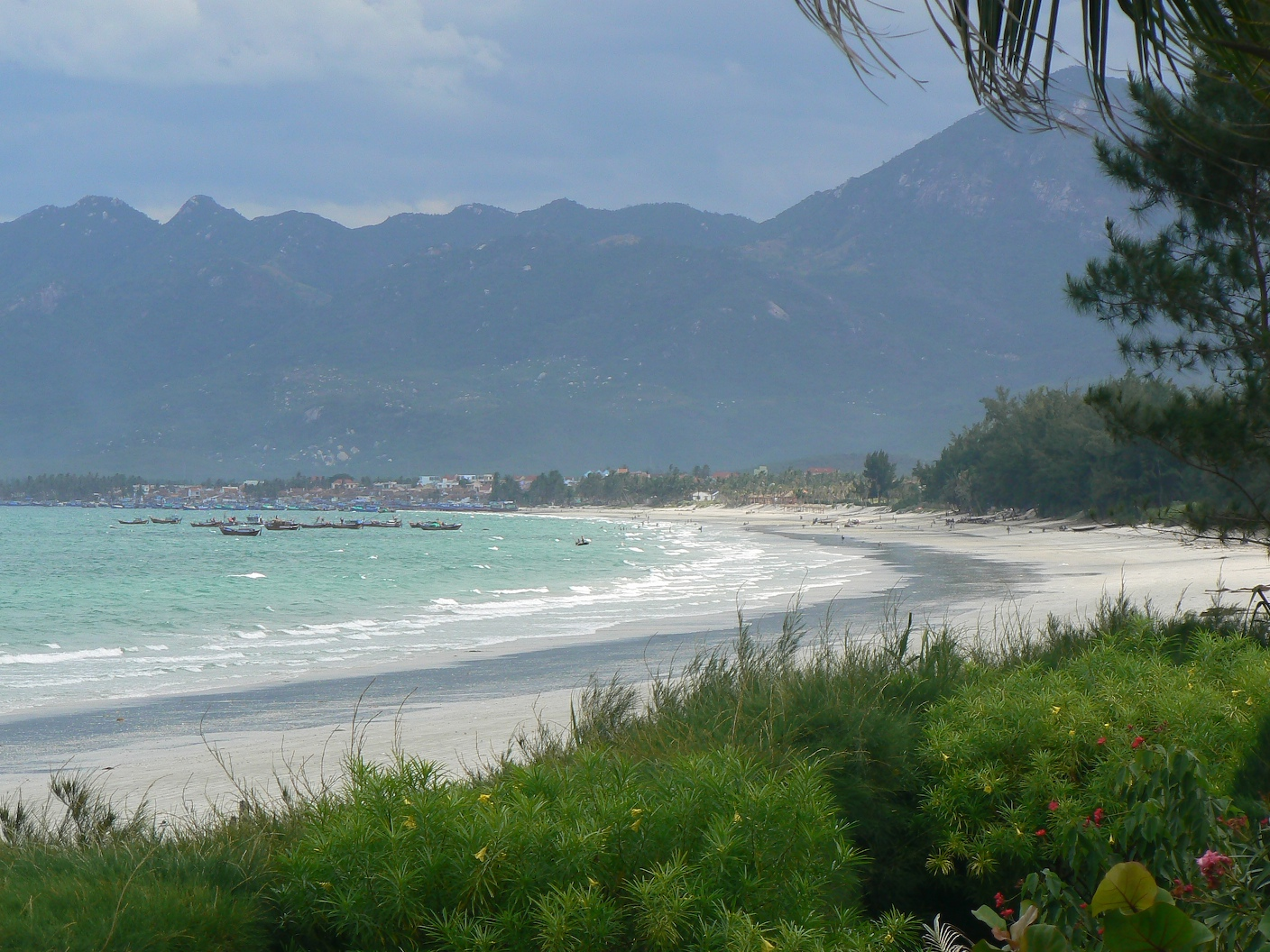
Bãi biển Dốc Lết

Dốc Lết là một bãi biển thuộc phường Ninh Hải và Ninh Thủy, thị xã Ninh Hòa, tỉnh Khánh Hòa

## Vị trí
Khu du lịch biển Dốc Lết cách trung tâm thành phố biển Nha Trang 46,3 km dọc theo Quốc lộ 1 về phía Bắc. Dốc Lết có tiềm năng du lịch lớn và đang được định hướng, quy hoạch trở thành một nơi nghỉ dưỡng và du lịch biển lý tưởng. Các khu nghỉ mát tuyệt vời bên bãi biển mang đậm phong cách Việt Nam.